# 1048
| Calendário gregoriano                                                        | 1048 MXLVIII                                         |
| Ab urbe condita                                                              | 1801                                                 |
| Calendário arménio                                                           | 497 – 498                                            |
| Calendário bahá'í                                                            | -796 – -795                                          |
| Calendário budista                                                           | 1592                                                 |
| Calendário chinês                                                            | 3744 – 3745 Início a 18 de janeiro (aproximadamente) |
| Calendário copta                                                             | 764 – 765                                            |
| Calendário etíope                                                            | 1040 – 1041                                          |
| Calendários hindus - Vikram Samvat - Calendário nacional indiano - Cáli Iuga | 1103 – 1104 969 – 970 4148 – 4149                    |
| Calendário Holoceno                                                          | 11048                                                |
| Calendário islâmico                                                          | 439 – 440                                            |
| Calendário judaico                                                           | 4808 – 4809                                          |
| Calendário persa                                                             | 426 – 427                                            |
| Calendário rúnico                                                            | 1298                                                 |
| Calendário solar tailandês                                                   | 1591                                                 |

1048 (MXLVIII, na numeração romana) foi um ano bissexto do século XI do Calendário Juliano, da Era de Cristo, e as suas letras dominicais foram  C e B (52 semanas), teve início a uma sexta-feira e terminou a um sábado.
No território que viria a ser o reino de Portugal estava em vigor a Era de César que já contava 1086 anos.
| Ano completo                          |
| ------------------------------------- |
| Ano bissexto com início à sexta-feira |

## Nascimentos
- Aleixo I Comneno (Αλέξιος Α' Κομνηνός ou Alexios I Komnenos, em grego) (m. 1118) foi um Imperador bizantino.

## Mortes
- Adalberto da Lorena, duque da Alta lorena e conde de Longwy.
- Damásio de Semur, Barão de Semur n. 995.